# 國立市
國立市（日语：／ Kunitachi shi */?）是位于東京都的一個城市。面積8.15平方公里（為全日本面積第四小的市），總人口76,532人。于1965年施行市制。
往東京都特別區部的通勤率為25.1%（平成22年國勢調査）。

## 地理
本市屬多摩川左岸沖積低地與武藏野台地河岸段丘段丘面及段丘崖。段丘崖有東北的國分寺崖線、南部的立川崖線。
北部有JR中央本線、中部有JR南武線與甲州街道、南部有國道20號線日野繞道通過。中央線國立站至南武線谷保站間有大道（東京都道146號國立停車場谷保線，通稱：大學通）連結。南武線沿線的河岸段丘段丘崖上主要為住宅地，崖下多為農地，但最近隨著住宅地開發，崖下住宅逐漸增加
過去谷保村時代，此地中心為谷保，武藏野台地崖線下因豐富的湧水與谷保天滿宮形成聚落。初期的甲州街道從府中出發後於谷保附近下崖線渡過多摩川。之後渡河地點移往上游的日野之渡（日野の渡し）。
在大正時代以前，崖線上除了甲州街道沿線，多為未開發的雜木林。之後箱根土地株式會社進行開發，1926年開始銷售，同時國立站開業，之後發展成高級住宅區。

### 面積
面積8.15平方公里，在日本全國的市中次於埼玉縣蕨市、東京都狛江市、京都府向日市為第四小的市，在東京都內的市中則僅次於狛江市。

## 地域

### 北部
中央線北側區域。
- 北（日语：北 (国立市)）（きた）

### 中央部
- 東（日语：東 (国立市)）（ひがし）
- 中（日语：中 (国立市)）（なか）
- 西（日语：西 (国立市)）（にし）
- 富士見台（日语：富士見台 (国立市)）（ふじみだい）

### 西南部
- 青柳（あおやぎ）
- 石田（いしだ）

### 南部
- 谷保（日语：谷保）（やほ） - 「谷保」原念為「やぼ」，但在南武鐵道（現JR南武線）開設谷保站時改為「やほ」。
- 泉（日语：泉 (国立市)）（いずみ）
- 矢川（やがわ）

## 歷史

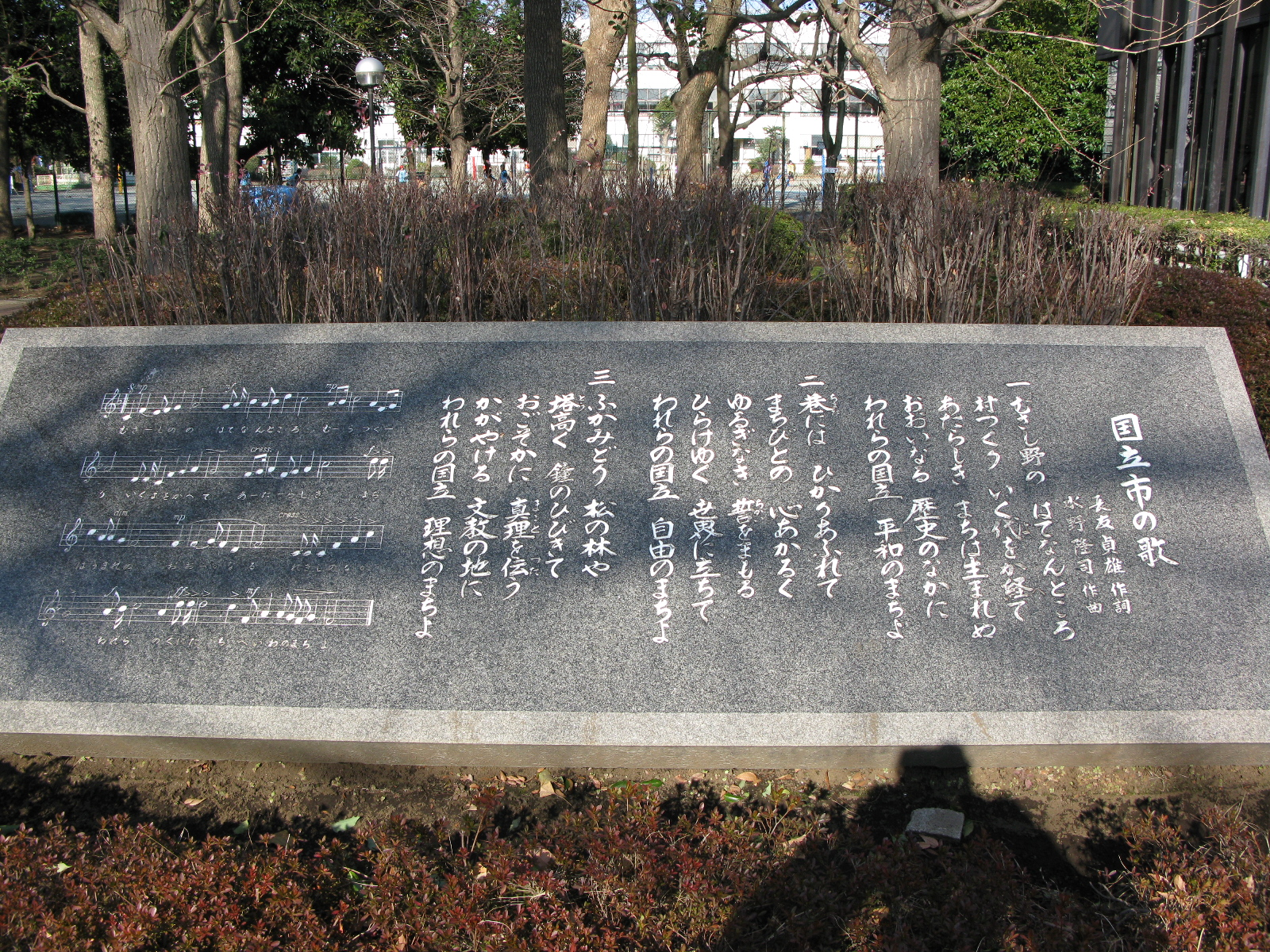
國立市歌

### 年表
- 1889年 - 谷保（やぼ）村、青柳村、石田村飛地合併成立谷保村。
- 1893年 - 從神奈川縣移交東京府管轄。
- 1926年 - 箱根土地株式會社規劃以東京商科大學（日语：東京商科大学 (旧制)）（現一橋大學）為中心的學園都市國立學園町地區開始銷售。開設國立站。
- 1927年 - 東京商科大學從神田一橋遷來。
- 1951年 - 施行町制，為「國立町」。
- 1952年 - 指定為文教地區。
- 1967年 - 施行市制。
- 1998年 - 制定國立市都市景觀形成條例。

### 地名由來
- 中央線國分寺站與立川站中間（西國分寺站尚未開設）要開設新車站，從兩站各取1字命名為「国立」。

## 人口
| 国立市人口分布圖 |                                               |  |
| 国立市與日本全國年齡別人口分布比較圖 （2005年資料） | 国立市的年齡、男女別人口分布圖 （2005年資料） |  |
| ■紫色是国立市 ■綠色是全国 | ■藍色是男性 ■紅色是女性                       |  |
| 国立市人口變化 \| 1970年 \| 59,709人 \| \| \| 1975年 \| 64,495人 \| \| \| 1980年 \| 64,144人 \| \| \| 1985年 \| 64,881人 \| \| \| 1990年 \| 65,833人 \| \| \| 1995年 \| 66,719人 \| \| \| 2000年 \| 72,187人 \| \| \| 2005年 \| 72,667人 \| \| \| 2010年 \| 75,510人 \| \| \| 2015年 \| 73,655人 \| \| \| 2020年 \| 77,130人 \| \| |                                               |  |
| 資料來源：日本總務省統計中心提供之人口普查數據 |                                               |  |
| 1970年 | 59,709人                                      |  |
| 1975年 | 64,495人                                      |  |
| 1980年 | 64,144人                                      |  |
| 1985年 | 64,881人                                      |  |
| 1990年 | 65,833人                                      |  |
| 1995年 | 66,719人                                      |  |
| 2000年 | 72,187人                                      |  |
| 2005年 | 72,667人                                      |  |
| 2010年 | 75,510人                                      |  |
| 2015年 | 73,655人                                      |  |
| 2020年 | 77,130人                                      |  |

### 日夜間人口
2005年夜間人口為72,574人，日間人口有71,295人，為夜間人口的0.982倍。與周邊相比差距較小。市內往市外的通勤者有23,096人，市外往市內的通勤者有15,211人，市內往市外的通學生有3,646人，市外往市內的通學生則多達10,252人。

## 市政

### 市長
- 佐藤一夫（日语：佐藤一夫 (国立市長)）（さとう かずお）
  - 2011年5月1日就任。第1任。

### 市議會
- 議長：青木健（あおき けん　2013年5月16日就任）
- 議員席次：22名　　現名：21名（任期結束日：2015年4月30日）

| 黨派                         | 席次 | 代表       |
| ---------------------------- | ---- | ---------- |
| 自由民主黨、明政會           | 5    | 石塚陽一   |
| 日本共產黨                   | 3    | 高原幸雄   |
| 生活者Net                    | 3    | 阿部美知子 |
| 公明黨                       | 2    | 小口俊明   |
| 社民黨                       | 1    | 藤田貴裕   |
| 民主黨                       | 1    | 稗田美菜子 |
| 維新黨                       | 1    | 生方裕一   |
| 紬（つむぎ）之會             | 1    | 池田智恵子 |
| 日本辛夷木（こぶしの木）     | 1    | 上村和子   |
| 綠黨                         | 1    | 重松朋宏   |
| 未來國立（みらいのくにたち） | 1    | 望月健一   |
| 新風（新しい風）             | 1    | 藤江竜三   |

## 國政、都政

### 國政
日本眾議院小選舉區中屬東京19區（小平、國分寺、國立、西東京）。
- 2014年12月（第47回日本眾議院議員總選舉）
  - 松本洋平（自由民主黨）

### 都政
屬北多摩2區（國立、國分寺）。席次2名。
- 2013年6月
  - 高椙健一（自由民主黨）
  - 山內玲子（東京生活者網路（日语：東京・生活者ネットワーク））

## 公共機關

### 警察
本市由立川警察署管轄。市內設有3所交番、1所駐在所、1所地域安全中心。
- 此外，羽衣町交番雖然是立川市交番，但其轄區涵蓋立川市東南部與國立市西北部。

### 消防
本市由立川消防署管轄。
- 立川消防署（立川市）※市域外
  - 國立出張所
  - 谷保出張所

### 醫療
- 市內「醫院」
  - 國立櫻醫院（国立さくら病院）
    - 告示救急指定醫院（日语：救急指定病院）。

  - 長久保醫院

### 郵政事業
市內派送業務由國立郵便局負責。此外，西二丁目有日本郵政集團進修設施「郵政大學校、中央郵政研修中心」。

### 電話
NTT東日本-東京西　國立交換局

### 自來水
市內有中淨水場與谷保淨水場，自來水水源由60％市內地下水與40％河水混合供給。

### 汙水處理
汙水處理業務已委託東京都下水道局。市內有北多摩二號水再生中心（還處理部分立川市、國分寺市汙水）進行汙水處理。

### 垃圾處理
稻城市、狛江市、府中市、國立市等4市組成「多摩川衛生組合」，由稻城市大丸多摩川旁的「清潔中心多摩川」（クリーンセンター多摩川）處理。焚燒後的殘餘物由日之出町的東京多摩廣域資源循環組合的廣域處分場進行最終處理。

## 產業

### 商業
- 國立市商業協同組合 - 國立獨自的商店街組合組織。
- Saeki Selva控股（日语：さえき） - 1979年創立。本社與管理本部位於西1丁目，營業本部位於富士見台4丁目。

### 工業

#### 主要事業所
- 養樂多中央研究所。
- JR總研情報系統(JRSI)（日语：ジェイアール総研情報システム）本社

### 農業

#### 主要農作物
- 小松菜
- 菠菜
- 牽牛花
- 谷保茄子
- 多摩川梨

## 教育

### 小學校
- 市立
  - 國立第一小學校
  - 國立第二小學校
  - 國立第三小學校
  - 國立第四小學校
  - 國立第五小學校
  - 國立第六小學校
  - 國立第七小學校
  - 國立第八小學校

- 私立
  - 桐朋學園小學校（日语：桐朋学園小学校）
  - 國立音樂大學附屬小學校
  - 國立學園小學校（日语：国立学園小学校）

### 中學校
- 市立
  - 國立市立國立第一中學校（日语：国立市立国立第一中学校）
  - 國立市立國立第二中學校（日语：国立市立国立第二中学校）
  - 國立市立國立第三中學校（日语：国立市立国立第三中学校）

- 私立
  - 高校合設的學校請參見高等學校。

### 高等學校
- 都立
  - 東京都立國立高等學校（日语：東京都立国立高等学校）
  - 東京都立第五商業高等學校（日语：東京都立第五商業高等学校）

- 私立
  - 桐朋中學校、高等學校（日语：桐朋中学校・高等学校）
  - 國立音樂大學附屬中學、高等學校（日语：国立音楽大学附属高等学校）
  - 日本放送協會學園高等學校（日语：日本放送協会学園高等学校）

### 大學、短期大學

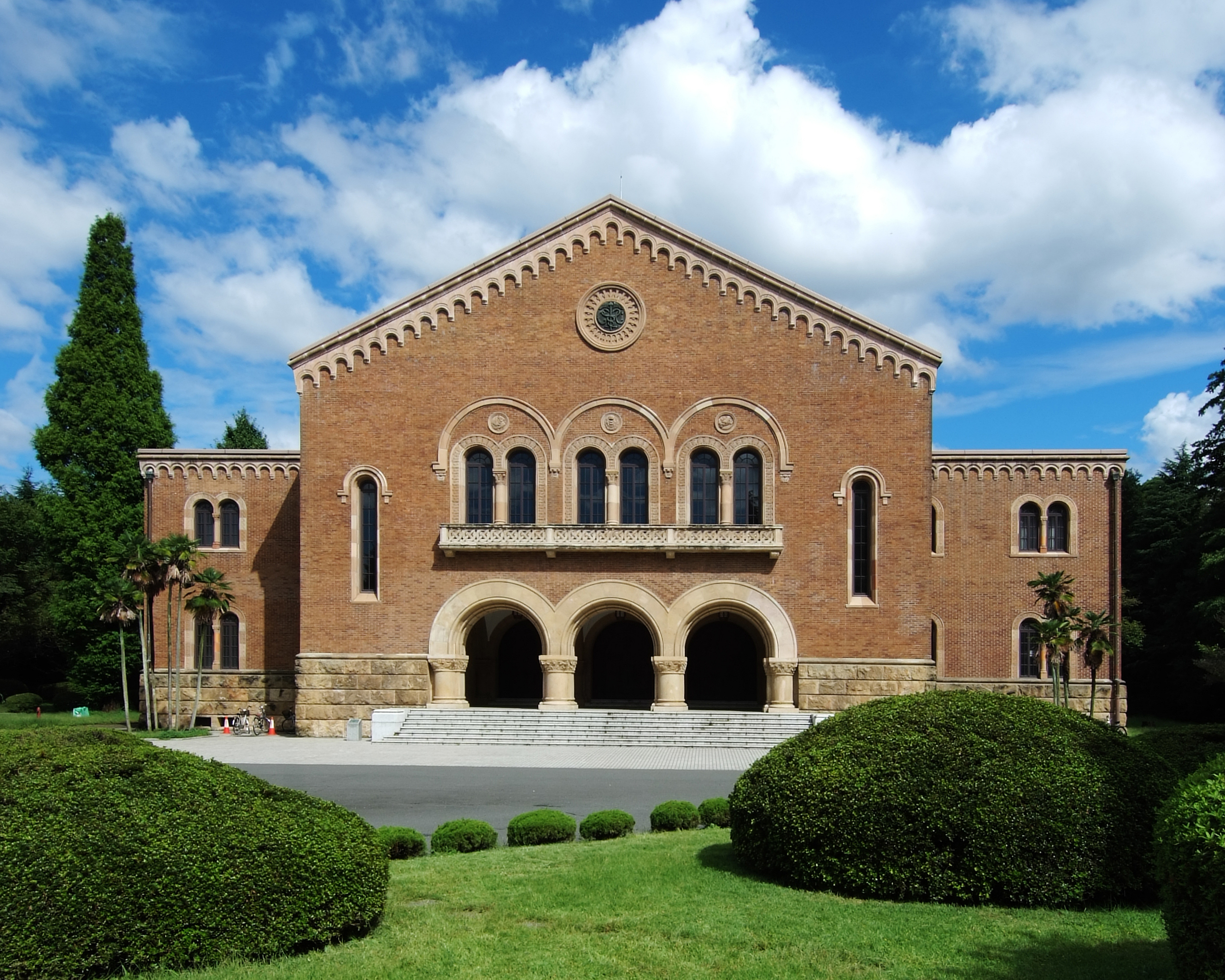
一橋大學（兼松講堂）

- 一橋大學
- 東京女子體育大學、東京女子體育短期大學

### 其他
- 日本放送協會學園（日语：日本放送協会学園）（NHK學園）
- 瀧乃川學園（日语：滝乃川学園）- 智力障礙者福利設施。
- 東京YMCA醫療福祉專門學校（日语：東京YMCA医療福祉専門学校）
- Ecole（エコール）辻　東京（辻調集團校（日语：辻調グループ校））

## 觀光

### 景點、古蹟
- 谷保天滿宮（日语：谷保天満宮）
- 大學通
- 一橋大學兼松講堂 - 國家登錄有形文化財，昭和2年（1927年）竣工的羅馬式風格建築。
- 瀧乃川學園本館 - 國家登錄有形文化財、昭和3年（1928年）竣工，日本現存最古老的智力障礙者福利設施。
- 多摩蘭坂（日语：たまらん坂）

### 祭典、活動
- 國立市民祭 - 市內最大祭典。
- 天下市 - 國立市商工會青年部主辦的活動。

與一橋大學學園祭（一橋祭）同日舉行。
- 櫻花節（さくらフェスティバル）
- 谷保天滿宮例大祭 - 持續1100年以上的傳統活動。
- 朝顏市 - 銷售國立特產的牽牛花（朝顔）。

### 特產
- 國立酒
- 菠菜烏龍麵
- 主要農產品請參照農業。
- 油拌麵（日语：油そば） - 本市也被稱為發源地。
- まちチョコ - 市內販售的公平貿易巧克力。源自一橋大學。

## 交通

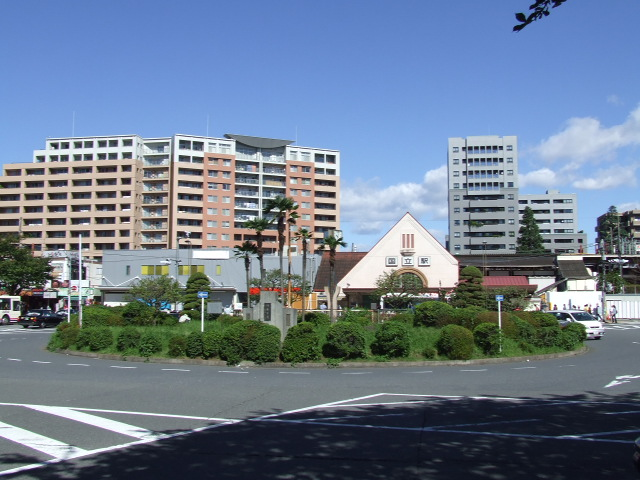
國立站南口站舍
（左：臨時站舍・右：舊站舍（現已拆除）

### 鐵道
東日本旅客鐵道（JR東日本）
- 中央線快速：國立站
- 南武線：谷保站 - 矢川站

西國立站位於立川市。

### 道路
- 高速自動車國道
  - 中央自動車道
    - 國立府中IC

- 一般國道
  - 國道20號（甲州街道、日野繞道（日语：日野バイパス））

- 都道
- 主要地方道
  - 東京都道20號府中相模原線（日语：東京都道20号府中相模原線）
  - 東京都道43號立川東大和線（日语：東京都道43号立川東大和線）（立東大通）
- 一般都道
  - 東京都道145號立川國分寺線（日语：東京都道145号立川国分寺線）（富士見通、旭通、多喜窪通）
  - 東京都道146號國立停車場谷保線（日语：東京都道146号国立停車場谷保線）（大學通（日语：大学通り））
  - 東京都道222號國立停車場戀窪線（日语：東京都道222号国立停車場恋ヶ窪線）
  - 東京都道256號八王子國立線（日语：東京都道256号八王子国立線）（甲州街道（舊國道20號））

### 巴士路線
- 立川巴士（日语：立川バス）
- 京王巴士（京王巴士中央、京王電鐵巴士）
- くにっこ（日语：くにっこ）（社區巴士）

國立站北口可搭乘國分寺市的社區巴士「BUN巴士」（ぶんバス），谷保站前可搭乘JR巴士關東/西日本JR巴士的夜間高速巴士。

## 地方媒體
- 有線電視
  - J:COM多摩（日语：ジェイコム多摩） - 服務區域包含立川、昭島、國立、武藏村山、東大和。

## 相關人物
- 宇垣一成 - 陸軍大將。
- 山口百惠 - 前歌手。本市居民。
- 三浦友和 - 演員。本市居民。
- 赤坂晃 - 藝人（前光GENJI）
- 石原聰美 - 女演員，本市出身。

## 以國立市為背景的劇集和動畫
- 忌野清志郎『多摩蘭坂』
- おおの藻梨以『國立物語』
- 水沢めぐみ
- 赤川次郎『死者的學園祭』
- 東川篤哉『推理要在晚餐後』

## 外部連結
- 國立市網站（页面存档备份，存于）（日語）